# Brongniartia mortonii
Brongniartia mortonii är en ärtväxtart som beskrevs av Mcvaugh. Brongniartia mortonii ingår i släktet Brongniartia och familjen ärtväxter. IUCN kategoriserar arten globalt som livskraftig. Inga underarter finns listade i Catalogue of Life.